# De Rust
De Rust (le repos en néerlandais) est une petite ville d'Afrique du Sud située dans la province du Cap-Occidental.

## Géographie
Traversé par la RN 12, De Rust est situé au pied de la chaîne des montagnes du Swartberg à environ 147 km au sud de Beaufort West et 35 km au nord-est d'Oudtshoorn.

## Démographie
Selon le recensement de 2011, le village compte 3 566 habitants (87,35 % de coloureds, 8,89 % de blancs et 2,47 % de noirs). La principale langue maternelle des résidents est l'afrikaans.

## Histoire

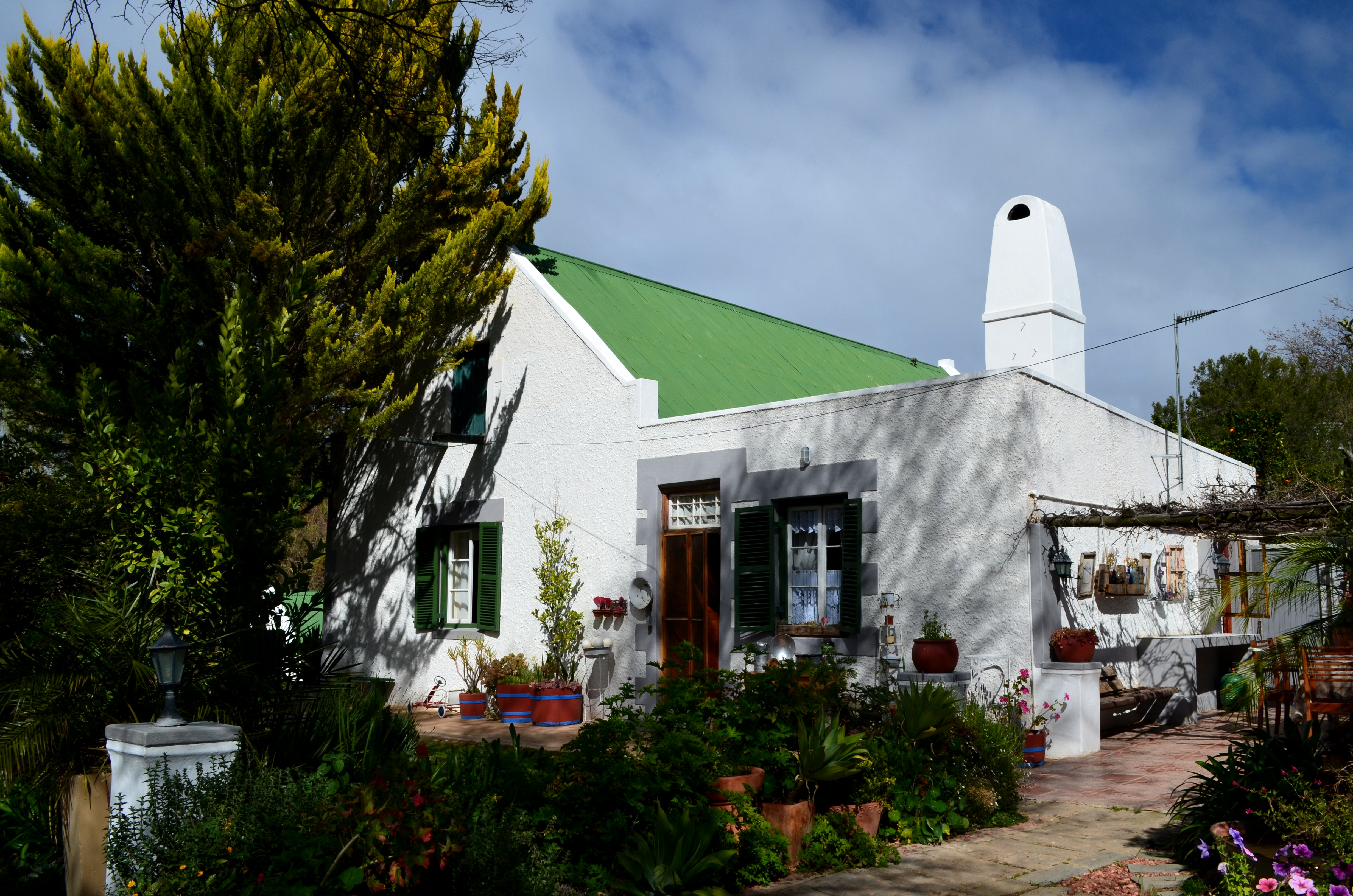
Ferme historique

La région était à l'origine habitée par les Bushmen. Les premiers européens à explorer la région étaient des commerçants et des chasseurs vers 1689, menés par des guides griquas. Bien qu'ils aient exploré alors toute la vallée du petit Karoo, ce n'est que 100 ans plus tard que les premiers fermiers s'installent dans la région. 
Dans les années 1850, les paysans du Grand Karoo, au nord du Swartberg, avaient de grandes difficultés à faire parvenir leur laine jusqu'à la ville du Cap alors que les fermiers des localités côtières de George, Mossel Bay et Oudtshoorn voulaient échanger avec eux leurs artisanats et productions agricoles. Petrus Johannes Meiring (1799–1876) explora la vallée de la rivière des Éléphants entre Oudtshoorn et Beaufort West, pour trouver un itinéraire à travers la chaîne de montagnes. La route qu'il traça fut construite en 1858 et demeure depuis un axe important entre le Gauteng et la route des Jardins. De Rust est officiellement fondé en 1900 sur une partie de la ferme de Johannes Meiring.

## Industrie locale
Le tourisme, l'élevage et l'industrie liée à l'autruche sont les principales activités économiques de la région.

### Tourisme
La région du Karoo, le Swartberg et le col de Meiringspoort font de la région un haut lieu touristique mais les températures diurnes en été (en février-mars, on atteint 40 à 45 degrés Celsius) sont souvent difficilement supportables.